# Neolecta
Classe
Ordre
Famille
Genre
Neolecta est un genre de champignons ascomycètes, unique représentant de la classe des Neolectomycetes. Il comprend des espèces appelées « mitrules » en français, bien qu'elles n'aient aucun lien de parenté avec celles du genre Mitrula.
Les caractéristiques particulières du genre l'isolent des autres macromycètes de la division des Ascomycota. L'analyse moléculaire a montré qu'il appartient à un clade basal, dont les lointains parents sont des levures à fission. Neolecta est ainsi un exemple de fossile vivant, dernier représentant d'un groupe disparu  depuis longtemps. Sa position phylogénétique indique aussi que les champignons ascomycètes unicellulaires, comme les levures, ont vraisemblablement évolué à partir d'ancêtres multicellulaires.

## Description
Ces champignons forment des sporophores clavés (en forme de petites massues) et stipités (munis d'un pied) généralement de couleur jaune, qui peuvent faire penser à certaines clavaires comme Clavulinopsis helvola.

## Taxinomie
Le genre Neolecta est décrit pour la première fois en 1881 par le mycologue argentin Carlos Luis Spegazzini à partir de l'espèce type Neolecta flavovirescens. Par leur morphologie, ces champignons ont longtemps été considérés comme des membres de la famille des Geoglossaceae. Ils s'en différencient néanmoins par un certain nombre de caractéristiques, la plus remarquable étant l'absence de paraphyses.
En 1977, Neolecta est isolé dans sa propre famille monotypique Neolectaceae et classé dans l'ordre des Lecanorales. Une étude moléculaire effectuée en 1993 découvre que Neolecta occupe une position basale parmi les Ascomycètes « supérieurs », à mi-chemin entre les levures du genre Saccharomyces et les champignons macroscopiques des Pezizales et des Leotiales. On lui attribue sur cette base un ordre dédié, les Neolectales. Enfin, la révision supraordinale des Ascomycètes de 1997 crée la classe de Neolectomyces, dont Neolecta est le seul représentant.

### Liste des espèces
Quatre espèces de Neolecta ont été décrites :
- Neolecta aurantiaca Feltgen 1905 (syn. Neolecta vitellina[5]) ;
- Neolecta flavovirescens Speg. 1881, dans les forêts tropicales[1] ;
- Neolecta irregularis (Peck) Korf & J.K. Rogers 1971 - Mitrule irrégulière[6], dans les forêts boréales[1] ;
- Neolecta vitellina (Bres.) Korf & J.K. Rogers 1971 - Mitrule jaune d'œuf[6], également boréale[1].

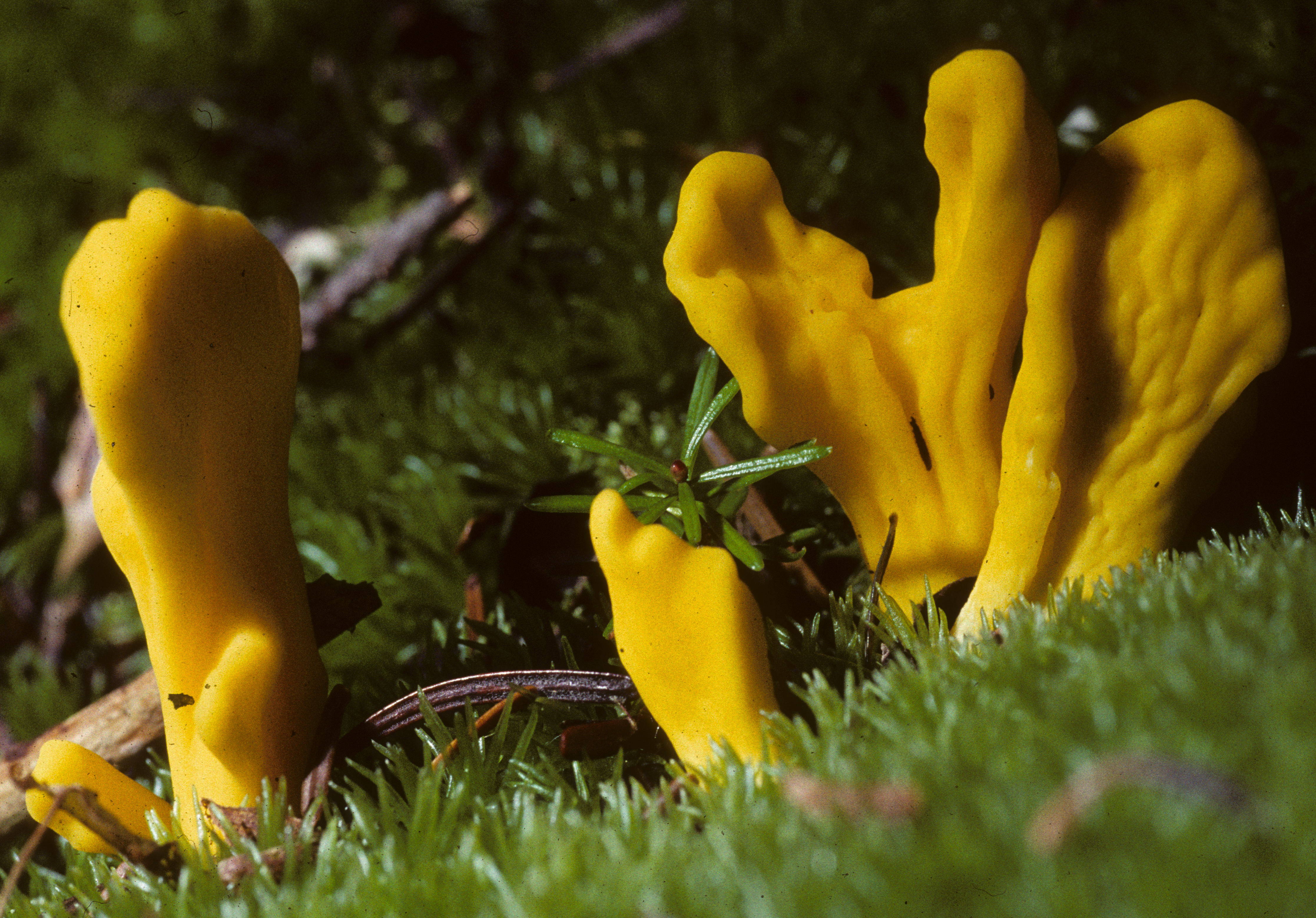
Neolecta irregularis
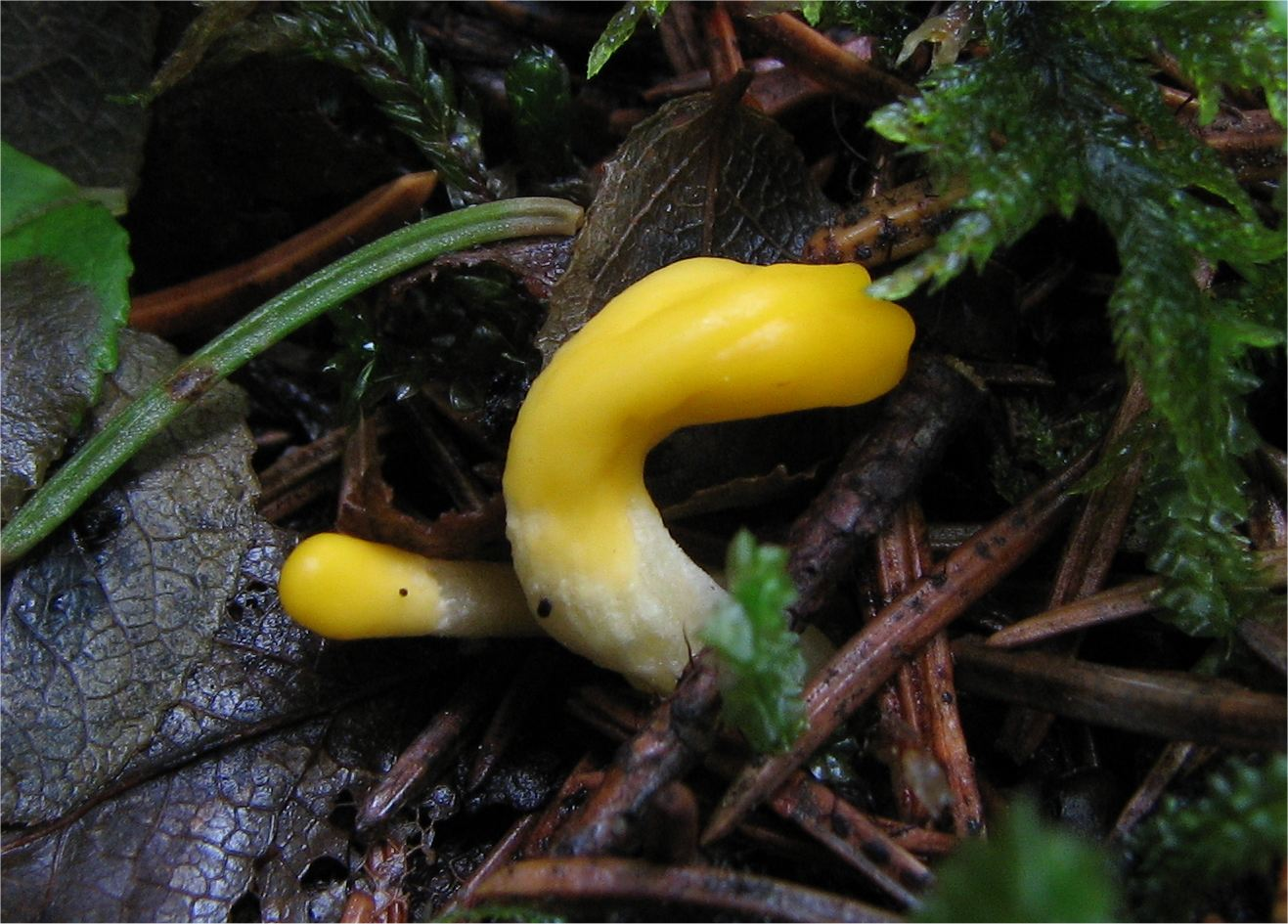
Neolecta vitellina

## Phylogénie et histoire évolutive
|  | Tuber melanosporum (macromycète)  |
|  |                                   |
|  | Aspergillus nidulans (moisissure) |
|  |                                   |

|  | Saccharomyces cerevisiae (levure) |
|  |                                   |
|  | Candida albicans (levure)         |
|  |                                   |

|  | Tuber melanosporum (macromycète)  |
|  |                                   |
|  | Aspergillus nidulans (moisissure) |
|  |                                   |

|  | Saccharomyces cerevisiae (levure) |
|  |                                   |
|  | Candida albicans (levure)         |
|  |                                   |

|  | Schizosaccharomyces pombe (levure) |
|  |                                    |
|  | Neolecta irregularis (macromycète) |
|  |                                    |

|  | Tuber melanosporum (macromycète)  |
|  |                                   |
|  | Aspergillus nidulans (moisissure) |
|  |                                   |

|  | Saccharomyces cerevisiae (levure) |
|  |                                   |
|  | Candida albicans (levure)         |
|  |                                   |

|  | Tuber melanosporum (macromycète)  |
|  |                                   |
|  | Aspergillus nidulans (moisissure) |
|  |                                   |

|  | Saccharomyces cerevisiae (levure) |
|  |                                   |
|  | Candida albicans (levure)         |
|  |                                   |

|  | Schizosaccharomyces pombe (levure) |
|  |                                    |
|  | Neolecta irregularis (macromycète) |
|  |                                    |

|  | Tuber melanosporum (macromycète)  |
|  |                                   |
|  | Aspergillus nidulans (moisissure) |
|  |                                   |

|  | Saccharomyces cerevisiae (levure) |
|  |                                   |
|  | Candida albicans (levure)         |
|  |                                   |

|  | Tuber melanosporum (macromycète)  |
|  |                                   |
|  | Aspergillus nidulans (moisissure) |
|  |                                   |

|  | Saccharomyces cerevisiae (levure) |
|  |                                   |
|  | Candida albicans (levure)         |
|  |                                   |

|  | Schizosaccharomyces pombe (levure) |
|  |                                    |
|  | Neolecta irregularis (macromycète) |
|  |                                    |

|  | Tuber melanosporum (macromycète)  |
|  |                                   |
|  | Aspergillus nidulans (moisissure) |
|  |                                   |

|  | Saccharomyces cerevisiae (levure) |
|  |                                   |
|  | Candida albicans (levure)         |
|  |                                   |

|  | Tuber melanosporum (macromycète)  |
|  |                                   |
|  | Aspergillus nidulans (moisissure) |
|  |                                   |

|  | Saccharomyces cerevisiae (levure) |
|  |                                   |
|  | Candida albicans (levure)         |
|  |                                   |

|  | Schizosaccharomyces pombe (levure) |
|  |                                    |
|  | Neolecta irregularis (macromycète) |
|  |                                    |

Neolecta est une énigme dans la phylogénie et l'évolution des Ascomycètes : en effet, la multicellularité complexe (sous forme d'hyphes) est apparue dans la sous-division des Pezizomycotina, un groupe qui contient des « champignons imparfaits » de type moisissure (Aspergillus, Penicillium) et des macromycètes (truffes, morilles, etc.) Or Neolecta, qui forme des fructifications multicellulaires, est isolé dans un clade basal et rattaché à un groupe (Taphrinomycotina) qui contient principalement des champignons unicellulaires de type levure.
Ceci en fait non seulement l'un des plus anciens ascomycètes, mais aussi le tout premier groupe à avoir développé des sporophores multicellulaires complexes. Ce statut de fossile vivant leur vaut le surnom de « dinosaures fongiques ». Ces découvertes indiquent aussi que les levures bourgeonnantes (comme Saccharomyces) et les levures à fission (comme Schizosaccharomyces) ont probablement évolué indépendamment à partir d'un ancêtre multicellulaire.